# Opole Lubelskie (gmina)
Pour les articles homonymes, voir Opole Lubelskie (homonymie).
Opole Lubelskie est une gmina mixte ou urbaine-rurale (gmina miejsko-wiejska) du powiat d'Opole Lubelskie, dans la Voïvodie de Lublin, dans l'est de la Pologne.
Son siège administratif (chef-lieu) est la ville d'Opole Lubelskie, qui se situe environ 44 kilomètres (km) à l'ouest de la capitale régionale Lublin (capitale de la voïvodie).
La gmina couvre une superficie de 193,81 km2 pour une population de 17 795 habitants en 2006 répartie pour la ville d'Opole Lubelskie de 8 832 habitants et une population rurale de 8 963 habitants.

## Histoire
De 1975 à 1998, la gmina est attachée administrativement à l'ancienne Voïvodie de Lublin.

Depuis 1999, elle fait partie de la nouvelle voïvodie de Lublin.

## Géographie
Outre la ville d'Opole Lubelskie, la gmina inclut les villages (sołectwa) de:

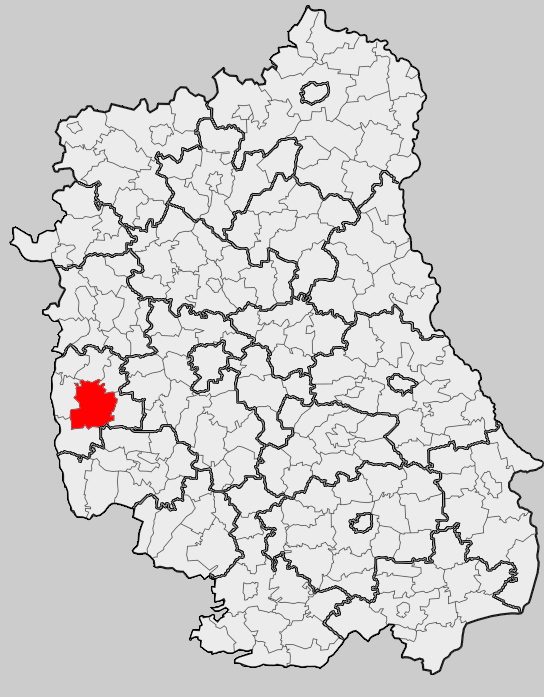
Position de la gmina dans la voïvodie

- Białowoda
- Ćwiętalka
- Dąbrowa Godowska
- Darowne
- Dębiny
- Elżbieta
- Elżbieta-Kolonia
- Emilcin
- Górna Owczarnia
- Góry Kluczkowickie
- Góry Opolskie
- Grabówka
- Jankowa
- Kamionka
- Kazimierzów
- Kleniewo
- Kluczkowice
- Kluczkowice-Osiedle
- Kręciszówka
- Leonin
- Ludwików
- Majdan Trzebieski
- Niezdów
- Ożarów Drugi
- Ożarów Pierwszy
- Puszno Godowskie
- Puszno Skokowskie
- Rozalin
- Ruda Godowska
- Ruda Maciejowska
- Sewerynówka
- Skoków
- Stanisławów
- Stare Komaszyce
- Stary Franciszków
- Świdry
- Truszków
- Trzebiesza
- Wandalin
- Wola Rudzka
- Wólka Komaszycka
- Wrzelowiec
- Wrzelowiec-Kierzki
- Zadole
- Zajączków
- Zosin

### Gminy voisines
La gmina d'Opole Lubelskie est voisine des gminy de:
- Chodel
- Józefów nad Wisłą
- Karczmiska
- Łaziska
- Poniatowa
- Urzędów

## Structure du terrain
D'après les données de 2002, la superficie de la commune d'Opole Lubelskie est de 193,81 kilomètres carrés, répartis comme telle :
- terres agricoles : 62 %
- forêts : 29 %

La commune représente 24,1 % de la superficie du powiat.

## Démographie
Données du 30 juin 2004:
| Description        | Total  | Total | Femmes | Femmes | Hommes | Hommes |
| ------------------ | ------ | ----- | ------ | ------ | ------ | ------ |
| Unité              | Nombre | %     | Nombre | %      | Nombre | %      |
| Population         | 17 924 | 100   | 9 310  | 51,9   | 8 614  | 48,1   |
| Densité (hab./km²) | 92,5   | 92,5  | 48     | 48     | 44,4   | 44,4   |